# Olympische Winterspiele 1994/Teilnehmer (Bosnien und Herzegowina)
| Gelbes Symbol für Goldmedaillen mit stilisierten Olympischen Ringen | Graues Symbol für Silbermedaillen mit stilisierten Olympischen Ringen | Braundes Symbol für Bronzemedaillen mit stilisierten Olympischen Ringen |
| ------------------------------------------------------------------- | --------------------------------------------------------------------- | ----------------------------------------------------------------------- |
| —                                                                   | —                                                                     | —                                                                       |

Bosnien und Herzegowina nahm an den Olympischen Winterspielen 1994 im norwegischen Lillehammer mit einer Delegation von zehn Athleten in vier Disziplinen teil, davon acht Männer und zwei Frauen. Ein Medaillengewinn gelang keinem der Athleten.
Fahnenträger bei der Eröffnungsfeier war der Skilangläufer Bekim Babić.

## Teilnehmer nach Sportarten

### Bob
| Athleten                                                | Wettbewerb | Lauf 1  | Lauf 1 | Lauf 2  | Lauf 2 | Lauf 3  | Lauf 3 | Lauf 4  | Lauf 4 | Gesamt      | Gesamt |
| Athleten                                                | Wettbewerb | Zeit    | Rang   | Zeit    | Rang   | Zeit    | Rang   | Zeit    | Rang   | Zeit        | Rang   |
| ------------------------------------------------------- | ---------- | ------- | ------ | ------- | ------ | ------- | ------ | ------- | ------ | ----------- | ------ |
| Männer                                                  |            |         |        |         |        |         |        |         |        |             |        |
| Zdravko Stojnić Zoran Sokolović                         | Zweierbob  | 54,76 s | 35     | 54,83 s | 35     | 54,82 s | 34     | 54,66 s | 31     | 3:39,07 min | 33     |
| Zoran Sokolović Izet Haračić Nizar Zaciragić Igor Boras | Viererbob  | 54,77 s | 30     | 54,80 s | 30     | 55,10 s | 29     | 55,10 s | 29     | 3:39,77 min | 29     |

### Rennrodeln
| Athlet            | Wettbewerb | Lauf 1   | Lauf 1 | Lauf 2   | Lauf 2 | Lauf 3   | Lauf 3 | Lauf 4   | Lauf 4 | Gesamt       | Gesamt |
| Athlet            | Wettbewerb | Zeit     | Rang   | Zeit     | Rang   | Zeit     | Rang   | Zeit     | Rang   | Zeit         | Rang   |
| ----------------- | ---------- | -------- | ------ | -------- | ------ | -------- | ------ | -------- | ------ | ------------ | ------ |
| Frauen            |            |          |        |          |        |          |        |          |        |              |        |
| Verona Marjanović | Einsitzer  | 50,586 s | 21     | 51,707 s | 24     | 51,365 s | 24     | 51,121 s | 24     | 3:24,779 min | 23     |
| Männer            |            |          |        |          |        |          |        |          |        |              |        |
| Nedžad Lomigora   | Einsitzer  | 53,254 s | 32     | 53,126 s | 32     | 54,725 s | 31     | 53,023 s | 31     | 3:34,128 min | 31     |

### Ski Alpin
| Athleten          | Wettbewerbe  | 1. Lauf     | 1. Lauf | 2. Lauf     | 2. Lauf | Gesamt      | Gesamt |
| Athleten          | Wettbewerbe  | Zeit        | Rang    | Zeit        | Rang    | Zeit        | Rang   |
| ----------------- | ------------ | ----------- | ------- | ----------- | ------- | ----------- | ------ |
| Frauen            |              |             |         |             |         |             |        |
| Arijana Boras     | Slalom       | 1:10,92 min | 34      | 1:07,80 min | 28      | 2:18,72 min | 27     |
| Männer            |              |             |         |             |         |             |        |
| Enis Bećirbegović | Riesenslalom | DNF         | DNF     | DNF         | DNF     | DNF         | DNF    |

### Skilanglauf
| Athleten    | Wettbewerbe      | Zeit        | Rang |
| ----------- | ---------------- | ----------- | ---- |
| Männer      |                  |             |      |
| Bekim Babić | 10 km klassisch  | 30:44,3 min | 84   |
| Bekim Babić | 15 km Verfolgung | 53:23,6 min | 74   |